# Zardoz
Zardoz é um filme britânico de 1974, do gênero ficção científica, dirigido por John Boorman.
O roteiro foi escrito por John Boorman. O filme foi distribuído pela Twentieth Century Fox e teve seu lançamento nos EUA em 6 de fevereiro de 1974. 

## Sinopse
Ano 2293. Na Terra, existem apenas duas raças humanas sobreviventes: os "imortais", a classe privilegiada que vive em um lugar maravilhoso do planeta, nunca envelhece e venceu a morte. No outro grupo estão os "brutais", que vivem miseravelmente, cheio de privações, habitando um mundo corrompido e desolador e confiam apenas em Zardoz, o deus o qual veneram.
Zardoz escolhe alguns homens, entrega-lhes armas e os instrui para defender os direitos de sua raça. Zed, um dos exterminadores escolhidos por Zardoz, provocará um terrível conflito ao querer invadir Vortex, a zona privilegiada dos imortais.

## Elenco
- Sean Connery como Zed
- Charlotte Rampling como Consuella
- Sara Kestelman como May
- John Alderton como Friend
- Sally Anne Newton como Avalow
- Niall Buggy como Arthur Frayn / Zardoz
- Bosco Hogan como George Saden

## Prêmios e indicações

### Indicações
Bafta
- Melhor fotografia: 1975